# Das Buch Mozilla

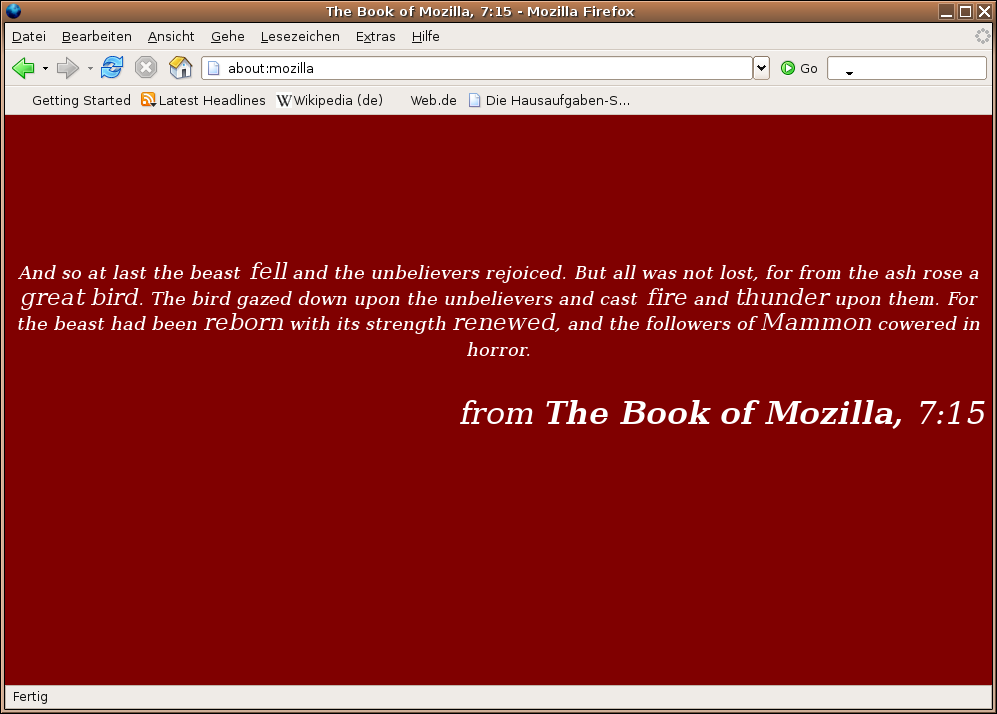
Das Buch Mozilla, 7:15, dargestellt in Mozilla Firefox

Das Buch Mozilla ist ein fiktives Buch der Bibel, aus dem auf einer Bildschirmseite in Form eines Computer-Easter-Eggs sowohl im Netscape Navigator als auch in den Webbrowsern von Mozilla zitiert wird.

## ÜberDas Buch Mozilla
Der Name Das Buch Mozilla ist an die Namen biblischer Bücher angelehnt. Wenn man about:mozilla in das Adressfeld des Browsers eingibt, werden verschiedene, den Büchern des Neuen Testaments der Bibel, besonders der Offenbarung des Johannes, ähnliche Zitate offenbart. Verschiedene Versionen der Webbrowser zeigen unterschiedliche Textstellen. Bisher gibt es acht verschiedene Passagen.
Das Buch wurde nach Mozilla, einer grünen Echse, benannt, die das Maskottchen von Netscape ist. Später wurde das Mozilla-Projekt nach dieser Echse benannt, es bekam allerdings als Maskottchen einen roten Dinosaurier.
Der Internet Explorer zeigt in den Versionen 4.0 bis 6.0 (bis SP1) beim ersten Aufruf einen dunkelblauen Bildschirm an, falls about:mozilla dort aufgerufen wird. Wahrscheinlich ist es eine Anlehnung an einen Bluescreen. (Ab dem SP2 wird der Text „mozilla“ angezeigt, da der Internet Explorer bis Version 7 bei der Eingabe von „about:“, gefolgt von HTML-Code, diesen interpretiert und anzeigt) Wenn die Seite neu geladen wird, kann sie nicht gefunden werden. Erst nach einem Neustart des Browsers funktioniert das Easter Egg wieder.

## Die Verse desBuchs Mozilla

### Das Buch Mozilla,12:10
Das Buch Mozilla erschien erstmals in der Version 1.1 von Netscape (davor produzierte das Eingeben von about:mozilla den Text „Mozilla Rules!“) und blieb bis zur Version 4.8. Die folgende Prophezeiung wurde angezeigt:
And the beast shall come forth surrounded by a roiling cloud of vengeance. The house of the unbelievers shall be razed and they shall be scorched to the earth. Their tags shall blink until the end of days.
from The Book of Mozilla, 12:10

„Und das Tier wird erscheinen, umgeben von einer dunklen Wolke der Rache. Das Haus der Ungläubigen wird dem Erdboden gleichgemacht und seine Bewohner zu Asche verbrannt werden. Ihre Tags werden blinken bis ans Ende aller Tage.“

Das „Tier“ ist Netscape. Die Bestrafungen der „Ungläubigen“ (nicht-Netscape-Benutzer) sind in biblischem Stil. Der Ausdruck „sollen blinken bis ans Ende aller Tage“ wird von Vielen gedeutet als Hinweis auf den umstrittenen <blink>-HTML-Tag, der in einer älteren Netscape Version eingeführt wurde. Diese proprietäre HTML-Erweiterung, welche Text blinken ließ, wurde als störend und hässlich angesehen – deshalb war es eine nicht sehr wünschenswerte Bestrafung. In einem Dokument auf der offiziellen Mozilla-Website wird jedoch eine andere Erklärung geliefert (allerdings auch dort nur im Seitenquelltext): Dieser Ausdruck soll schlechte Webdesigner warnen, denn in Netscape bis Version 3 blinkten falsche HTML-Tags, wenn man sie mit dem internen Source-Viewer betrachtete. Das Kapitel und die Versnummer 12:10 beziehen sich auf das Datum der Veröffentlichung von Netscape 1.0 am 10. Dezember 1994.

### Das Buch Mozilla,3:31
Alle Versionen von Netscape ab 6.0 basierten auf dem Quelltext von Mozilla und wiesen folgende Nachricht auf, die auch im Mozilla-Browser zu finden war:
And the beast shall be made legion. Its numbers shall be increased a thousand thousand fold. The din of a million keyboards like unto a great storm shall cover the earth, and the followers of Mammon shall tremble.
from The Book of Mozilla, 3:31

(Red Letter Edition)

„Und das Tier wird zu einer Heerschar werden. Seine Zahl wird auf tausendmal Tausend anwachsen. Das Getöse von einer Million Tastaturen wird die Erde einhüllen wie ein großes Unwetter, und die Anhänger des Mammon werden erzittern.“

Wieder ist das „Tier“ Netscape. Der Text bezieht sich wahrscheinlich auf die Hoffnung Netscapes, durch die Veröffentlichung des Quelltextes Heerscharen von Entwicklern auf der ganzen Welt anzuziehen, die mit dem „Lärm von einer Million von Tastaturen“ die Software verbessern würden. Der Mammon könnte sich auf Microsoft beziehen, da Microsofts Internet Explorer die größte Konkurrenz zu Netscape war (und da das Wort „mammon“ oder „ממון“ auf Hebräisch „Geld“ bedeutet, das von Microsoft verwendet wurde, um Netscape zu zerstören). Die Zahl 3:31 bezieht sich auf den 31. März 1998, an dem Netscape ihren Quelltext veröffentlichte. Dieser Tag kann als wichtig genug betrachtet werden, um einen Eintrag im „Buch Mozilla“ zu bekommen.

### Das Buch Mozilla,7:15
Das nächste Zitat wurde von Neil Deakin geschrieben und kommt in allen Versionen von Mozilla seit Juli 2003 und in allen Versionen von Netscape ab 7.2 und Flock ab Version 2.0 vor:
And so at last the beast fell and the unbelievers rejoiced. But all was not lost, for from the ash rose a great bird. The bird gazed down upon the unbelievers and cast fire and thunder upon them. For the beast had been reborn with its strength renewed, and the followers of Mammon cowered in horror.
from The Book of Mozilla, 7:15

„Und schließlich fiel das Tier und die Ungläubigen jubelten. Aber nicht alles war verloren, denn aus der Asche entstieg ein großer Vogel. Der Vogel starrte auf die Ungläubigen herab und brachte Feuer und Donner über sie. Denn das Tier ist mit neuer Stärke wiedergeboren worden und die Anhänger des Mammon kauerten in Angst.“

Der Fall des „Tieres“ bezieht sich auf die Schließung von Netscape durch die Muttergesellschaft AOL (obgleich AOL, nachdem dieser Vers geschrieben wurde, wieder neue Versionen von Netscape veröffentlicht hat). Der „große Vogel“, der aus der Asche auferstanden ist, ist die Mozilla Foundation, die gegründet wurde, um die Entwicklung von Mozilla aufrechtzuerhalten. Der Vogel, der „Feuer“ speit, ist Mozilla Firebird (inzwischen Mozilla Firefox) und der „Donner“ ist Mozilla Thunderbird. Die Entwicklung beider Produkte wird seit ein paar Monaten vor dem Ende Netscapes besonders fokussiert. Der Fakt, dass das Tier „wiedergeboren“ wurde, zeigt, dass der Geist von Netscape in der Stiftung (die komplett aus Ex-Netscape-Beschäftigten besteht) weiterleben wird. Die Stärke des Tieres wurde „erneuert“, da die Stiftung weniger von AOL abhängig ist. Dass die Anhänger Mammons in Angst kauern würden, könnte eine Anspielung darauf sein, dass Mozilla unter einer freien Lizenz steht und kommerzielle Anbieter (Mammon = Geld) ihm deshalb unterlegen sein würden. Der Fakt, dass das Tier ähnlich einem Phönix wiedergeboren wurde (aus der Asche der eigenen Firma), könnte sich auch auf den früheren Namen von Firefox beziehen. Die Zahl 7:15 weist auf den 15. Juli 2003 hin, den Tag, an dem Netscape geschlossen und die Mozilla Foundation gegründet wurde.

### Das Buch Mozilla,8:20
Den nächsten Vers des Buches Mozilla schrieb Netscapes Chefentwickler Chris Finke. Es wurde zuerst am 5. Juni 2007 mit dem Netscape Navigator 9.0b1 verbreitet.
And thus the Creator looked upon the beast reborn and saw that it was good.
from The Book of Mozilla, 8:20

„Und so sah der Schöpfer das wiedergeborene Tier an und sah, dass es gut war.“

Der „Schöpfer“ ist Netscape, das „wiedergeborene Tier“ die Mozilla Foundation, „dass es gut war“ gilt als Dank an alle Mitarbeiter. Das „wiedergeborene Tier“ kann aber auch als Hinweis darauf verstanden werden, dass Netscape die Browserentwicklung wieder selbst durchführen will; Version 8 wurde dagegen von Mercurial Communications programmiert. Die Versnummer 8:20 deutet auf den 20. August 2006 hin, als eine E-Mail Netscape-intern verschickt wurde, in der die Möglichkeit der Eigenentwicklung der nächsten Browserversion des Netscape Navigators erstmals erwähnt wurde.

### Das Buch Mozilla,8:23
Ein weiterer Vers ist als Easter Egg im HTML-Editor Nvu versteckt. Man erhält ihn, indem man im Menüpunkt „Hilfe“ auf „Über Nvu“ geht und dann mit gedrückter Umschalttaste (Shift) auf „Danksagungen“ klickt. Im Browser öffnet sich dann die Website, auf der der Vers steht. Im Gegensatz zu den anderen Versen ist dieser violett statt rot, was auf die Farbe des Nvu-Logos zurückzuführen ist.
The elementals fought and sent back the armies of Mammon to the inner world. The scribe ended the inspired parchments, letting the believers cry over that new view on Earth. Long after the thunder and the fire, came the sun and finally the long awaited rainbow…
from The Book of Mozilla, 8:23

„Die Urgewalten kämpften und wiesen die Armeen des Mammon zurück in die Innenwelt. Der Schreiber vollendete die inspirierten Pergamente und die Gläubigen schluchzten ob der neuen Sicht auf die Welt. Lange nach dem Donner und dem Feuer kam die Sonne und schließlich der lang erwartete Regenbogen...“

Sun, Fire und Thunder sind kursiv und größer gedruckt. Dies ist auf den Namensanfang der drei bekanntesten Mozilla Produkte zurückzuführen (Sunbird, Thunderbird und Firefox).

### Das Buch Mozilla,11:1
Der neue Vers 11.1 des Buch Mozillas ist im Flock Browser 1.0+ (nicht mehr ab Version 2.0), einem „sozialen Web-Browser“, welcher auf Firefox basiert, zu lesen. Er ist weiß auf blauem Hintergrund.
And when the Beast had taken the quarter of the Earth under its rule, a quarter hundred Birds of Sulfur flew from the Depths. The birds crossed hundreds of mountain views and found twenty four wise men who came from the stars. And then it began, the believers dared to listen. Then, they took their pens and dared to create. Finally, they dared to share their deed with the whole of mankind. Spreading words of freedom and breaking the chains, the birds brought deliverance to everyone.
from The Book of Mozilla, 11:1

„Und als das Tier das Viertel der Erde unter seine Herrschaft genommen hatte, flohen ein Viertel Hundert Vögel aus Schwefel aus den Tiefen. Die Vögel überquerten hunderte Bergblicke und fanden vierundzwanzig weise Männer, die von den Sternen kamen. Und dann begann es, die Gläubigen wagten zu hören. Dann nahmen sie ihre Stifte und wagten zu erschaffen. Endlich wagten sie, ihre Tat zu teilen mit der ganzen Menschheit. Worte von Freiheit verbreitend und die Ketten brechend, brachten die Vögel jedem Erlösung.“

Die Versnummer deutet auf den 1. November 2007 hin, das Veröffentlichungsdatum der Version 1.0 des Flock-Browsers. Mountain views könnte einen Bezug auf die Stadt Mountain View darstellen, in welcher sich das Hauptquartier der Mozilla Corporation befindet.

### Das Buch Mozilla,11:9
Der Vers ist in den finalen Versionen des Firefox 3 bis 20 sowie im Medienspieler Songbird zu lesen.

Mammon slept. And the beast reborn spread over the earth and its numbers grew legion. And they proclaimed the times and sacrificed crops unto the fire, with the cunning of foxes. And they built a new world in their own image as promised by the sacred words, and spoke of the beast with their children. Mammon awoke, and lo! it was naught but a follower.
from The Book of Mozilla, 11:9

(10th Edition)

„Der Mammon schlief. Und das wiedergeborene Tier breitete sich auf der Erde aus und wuchs zu einer Heerschar. Und sie verkündeten die Zeiten und opferten Früchte der Ernte dem Feuer, mit der Schlauheit von Füchsen. Und sie bauten eine neue Welt nach ihrem eigenen Bild, wie von den heiligen Worten versprochen, und sprachen über das Tier mit ihren Kindern. Der Mammon erwachte, und siehe! Er war nichts als ein Nachahmer.“

Die Versnummer deutet auf den 9. November 2004, als Firefox 1.0 offiziell veröffentlicht wurde, hin.

### Das Buch Mozilla,15:1
Der Vers erschien erstmals in der finalen Version von Firefox 21.

The twins of Mammon quarrelled. Their warring plunged the world into a new darkness, and the beast abhorred the darkness. So it began to move swiftly, and grew more powerful, and went forth and multiplied. And the beasts brought fire and light to the darkness.
from The Book of Mozilla, 15:1

„Die Zwillinge des Mammon stritten. Ihr Krieg tauchte die Welt in eine neue Dunkelheit, und das Tier verabscheute die Dunkelheit. So begann es sich eilig zu bewegen, und wurde noch gewaltiger, und ging vorwärts und vervielfachte sich. Und das Tier brachte Feuer und Licht in die Dunkelheit.“

Die „Zwillinge des Mammon“ verweist auf Apple und Google, deren mobile Betriebssysteme iOS und Android zusammen ein Duopol innehatten. Die „neue Dunkelheit“ bezieht sich darauf, dass die jeweiligen App Stores abgeschlossene Systeme sind, im Widerspruch zur Freie-Software-Bewegung. Die „eilige“ Bewegung spielt auf den beschleunigten Entwicklungszyklus von Firefox an. „Ging vorwärts und vervielfachte sich“ bezieht sich darauf, dass sich Firefox durch Firefox OS sowie eine Browserversion für die Android-Plattform „vervielfachte“.
Die Versnummer deutet auf den 15. Januar 2013, das Einfrieren des Quellcodes von Firefox OS 1.0, hin.

### Das Buch Mozilla, 11:14
Der Vers wurde am 22. September 2017 in den Quellcode eingefügt und erschien in der finalen Version von Firefox 57.

The Beast adopted new raiment and studied the ways of Time and Space and Light and the Flow of energy through the Universe. From its studies, the Beast fashioned new structures from oxidised metal and proclaimed their glories. And the Beast's followers rejoiced, finding renewed purpose in these teachings.
from The Book of Mozilla, 11:14

„Das Tier nahm ein neues Gewand an und studierte die Beschaffenheit von Zeit, Raum und Licht und den Fluss der Energie durchs Universum. Dank seinen Lehren formte es Strukturen aus oxidiertem Metall und verkündete ihren Ruhm. Und die Anhänger des Tiers frohlockten und fanden neuen Sinn durch diese Lehren.“

Der Vers bezieht sich auf bedeutende Veränderungen im Rahmen von Mozillas Quantum-Projekt, die in Version 57 gipfelten. "Zeit" und "Raum" beziehen sich auf das Projekt selbst, „Fluss“ (Flow) auf das Projekt Quantum Flow. „Ein neues Gewand“ und „Licht“ beziehen sich auf das Projekt Photon, eine Neugestaltung der Nutzeroberfläche. Als Teil des Quantum-Projekts wurde die erste Komponente aus der Servo-Engine in Firefox eingebunden. Servo ist in Rust geschrieben, hierauf verweist „oxidiertes Metall“.
Die Versnummer bezieht sich auf den 14. November 2017, an dem Firefox 57 veröffentlicht wurde.

### Das Buch Mozilla, 6:27
The Beast continued its studies with renewed Focus, building great Reference  works and contemplating new Realities. The Beast brought forth its followers and acolytes to create a renewed smaller form of itself and, through Mischievous means, sent it out across the world.
from The Book of Mozilla, 6:27

„Die Bestie setzte ihre Studien mit neuem Fokus fort, errichtete große Referenzwerke und dachte über neue Realitäten nach. Die Bestie brachte ihre Anhänger und Gefolgsleute dazu, eine erneuerte, kleinere Form von sich selbst zu erschaffen und sandte sie durch böswillige Mittel in die Welt hinaus.“